# 孟加拉国—利比里亚关系
孟加拉国—利比里亚关系相对密切，其中孟加拉国曾派遣维和部队前往利比里亚，并提供了大量医疗援助及基础设施建设。

## 孟加拉国维和人员的参与
自2003年以来，孟加拉国维和人员作为联合国驻利比里亚特派团的一部分被部署在利比里亚。这些维和人员不仅为利比里亚民众提供免费的医疗服务，还开设了一些技能培训项目以帮助当地青年提升能力，特别是在计算机/信息技术、裁缝、电机维修与维护等领域。孟加拉国的工程兵营还参与了多个关键基础设施的建设、维修与保养工作。2008年，孟加拉国维和人员在利比里亚邦加市建立了“孟加拉广场”，这是一个集休闲与教育于一体的综合设施，包括一所职业培训中心和一个儿童游乐场。
截至目前，维和人员已为超过5,000名利比里亚人提供了医疗服务。然而利比里亚安全官员曾投诉称，驻扎在洛加图边境的孟加拉国维和部队在2013年5月撤离时带走了两台发电机和一座水处理设施。此外还有人声称，这支维和部队拆除了原先供约20名联合国维和人员使用的住房设施，并将拆除的建筑材料分发给位于洛加图边境的穆斯林社区。此举引发了诸多指控，认为孟加拉国维和部队有偏袒其穆斯林教胞之嫌。

## 利比里亚社会发展
一些位于孟加拉国的非政府组织在利比里亚开展业务，其中最著名的是孟加拉国农村发展委员会，该组织主要在小额信贷、家禽养殖、畜牧业、农村发展等领域开展工作。根据2023年的一项调查显示，利比里亚97%的客户表示在与孟加拉国农村发展委员会合作后他们的收入有所增加，生活质量也得到了改善。截至2024年9月，孟加拉国农村发展委员会服务了近9.7万名客户，其中97%为女性。

## 贸易和投资
2011年，孟加拉国代表团访问利比里亚，旨在探讨贸易与投资的合作途径。孟加拉国出口促进局表示计划在利比里亚的公共和私营部门投资约300万美元。孟加拉国投资者表达了在利比里亚设立制药厂的兴趣，该项目有望为利比里亚创造大量的白领就业机会。孟加拉国在2023年向利比里亚出口了44.7万美元的商品，其出口的主要产品是加味水（11.6万美元）、加工蔬菜（7.94万美元）和意大利面（7.18万美元）。同年利比里亚向孟加拉国出口了6.67万美元的商品，其出口的主要产品是可可豆（4.59万美元）、木桩（1.02万美元）和针织T恤（556万美元）。